# Tiền Phong, Mê Linh
Tiền Phong là một xã thuộc huyện Mê Linh, thành phố Hà Nội, Việt Nam.
Xã Tiền Phong có diện tích 10,71 km², phía đông giáp Nam Hồng, phía đông nam giáp xã Kim Chung, phía nam giáp xã Đại Mạch, phía tây nam giáp xã Tráng Việt, phía tây giáp xã Mê Linh và xã Đại Thịnh, phía bắc giáp xã Chi Đông và Quang Minh. Đầm Và bắt nguồn từ thôn Ấp Giữa là nguồn thủy lợi dồi dào cho phát triển nông nghiệp và thủy sản của xã. Quốc lộ 23 và 23B là hai con đường huyết mạch của xã. Dân số năm 2015 là 17.114 người, mật độ dân số đạt 1.597 người/km².
Xã gồm 8 thôn: Yên Nhân, Trung Hậu Đông, Trung Hậu Đoài, Do Hạ, Phố Yên, Do Thượng, Ấp Trung, Ấp Giữa.